# شپرد باسکی
شپرد باسکی (به انگلیسی: Basque Shepherd Dog)، نام یکی از نژادهای سگ است که خاستگاه آن به سرزمین باسک (منطقه خودمختار)، (اسپانیا) بازمی‌گردد. وزن جنس نر شپرد باسکی گوربه‌ایاکوآ: ۱۸–۳۶ کیلوگرم (۴۰–۷۹ پوند) است و وزن جنس مادهٔ آن گوربه‌ایاکوآ: ۱۷–۲۹ کیلوگرم (۳۷–۶۴ پوند). قد جنس نر شپرد باسکی گوربه‌ایاکوآ: ۴۷–۶۱ سانتیمتر (۱۹–۲۴ اینچ) است و قد جنس مادهٔ آن گوربه‌ایاکوآ: ۴۶–۵۹ سانتیمتر (۱۸–۲۳ اینچ).

## نگارخانه

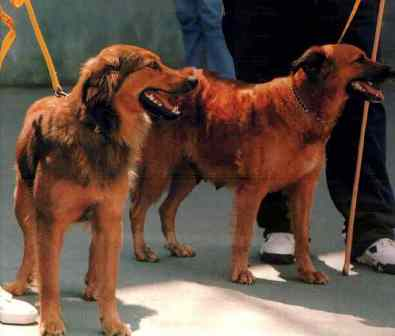
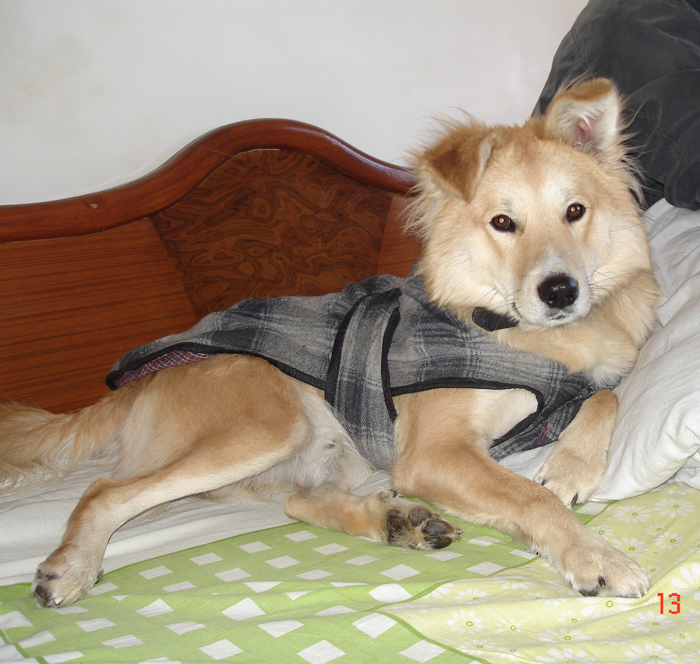
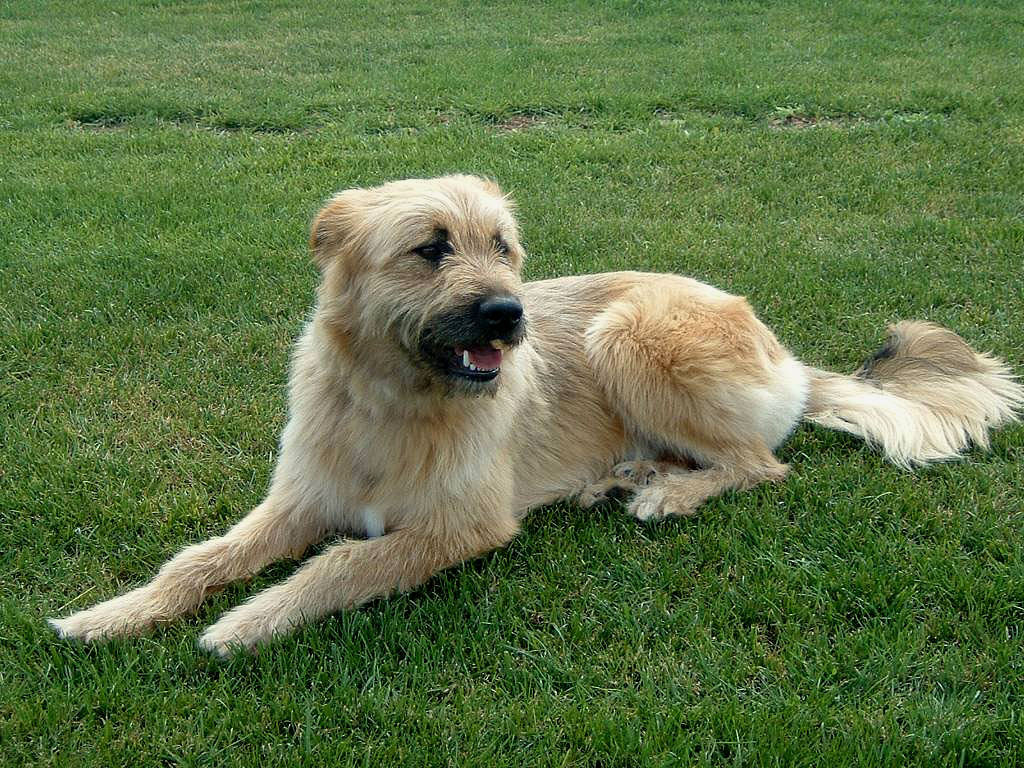